# Yarden
Yarden är en kortroman från 2009 av Kristian Lundberg. Den handlar om en journalist som får sparken och tar jobb på "Yarden", en omlastningsplats för nya bilar i Malmö hamn. Romanens huvudperson bär flera likheter med författaren Lundberg.
Romanen blev unisont hyllad av kritikerkåren, och omtalades som en "modern" typ av arbetarlitteratur och jämfördes med bland annat romanerna Svinalängorna från 2006 av Susanna Alakoski och Mig äger ingen från 2007 av Åsa Linderborg.
Romanen filmatiserades år 2016 som Yarden, i regi av Måns Månsson.